# Districtul Al-Hasa
Al Hasa (în arabă الحسا) este unul dintre districtele din Guvernoratul Tafilah, Iordania.